# Затори (гміна)
Гміна Затори (пол. Gmina Zatory) — сільська гміна у центральній Польщі. Належить до Пултуського повіту Мазовецького воєводства.
Станом на 31 грудня 2011 у гміні проживало 4824 особи.

## Площа
Згідно з даними за 2007 рік площа гміни становила 121.62 км², у тому числі:
- орні землі: 60.00%
- ліси: 32.00%

Таким чином, площа гміни становить 14.68% площі повіту.

## Населення
Станом на 31 грудня 2011:
| Опис     | Загалом | Загалом | Чоловіки | Чоловіки | Жінки | Жінки |
| -------- | ------- | ------- | -------- | -------- | ----- | ----- |
| одиниця  | осіб    | %       | осіб     | %        | осіб  | %     |
| все      | 4824    | 100     | 2429     | 50.35    | 2395  | 49.65 |
| міське   | 0       | 100     | 0        |          | 0     |       |
| сільське | 4824    | 100     | 2429     | 50.35    | 2395  | 49.65 |

## Сусідні гміни
Гміна Затори межує з такими гмінами: Жонсьник, Обрите, Покшивниця, Пултуськ, Сероцьк, Сомянка.